# Polypill
Die Polypill, frei übersetzt „Medikament für Vieles / aus Vielem“, ist eine englische Bezeichnung für eine Tablette, die verschiedene Arzneistoffe in niedriger Dosierung enthält. In dieser Zusammensetzung täglich und lange Zeit vorbeugend gegeben, soll die Polypill die Gefahr von Herz-Kreislauferkrankungen mindern. Gleichzeitig ist die Dosierung der Bestandteile so gewählt, dass Nebenwirkungen möglichst gering sein sollen. Dieses Konzept zur Prävention wird seit 2003 diskutiert, insbesondere spielen Kosten-Nutzen-Abwägungen und Risikobetrachtungen eine Rolle.

## Zusammensetzung
Die „Polypill“ soll folgende niedrig dosierte Wirkstoffe enthalten:
Kreislaufwirksame Substanzen zur Blutdrucksenkung:
- Diuretikum
- Betablocker
- ACE-Hemmer

In Kombination mit:
- Statin, Cholesterinsenker
- ASS
- Folsäure zur Senkung des Homocysteins

Unabhängig von einem vorbestehenden Risiko soll mit Hilfe dieser Wirkstoffe eine Cholesterinsenkung, Blutdrucksenkung, Erniedrigung des Homocysteins und eine Blutgerinnungshemmung gegenüber den Blutplättchen mittels ASS erreicht werden. Diese Kombination soll eine Chance auf Lebensverlängerung bei einer Nebenwirkungshäufigkeit von etwa 10 % bieten. Zitat : It would be acceptably safe and with widespread use would have a greater impact on the prevention of disease in the Western world than any other single intervention.
Ob dieses Konzept der Polypill akzeptiert wird, ist Gegenstand der Forschung. Die WHO unterstützt diese Untersuchungen unter anderem, weil möglicherweise damit ein sinnvoller Ansatz für bevölkerungsreiche aufstrebende Staaten erreicht werden kann.
Im Juli 2015 kam in Deutschland ein Präparat nach dem Konzept der Polypill auf den Markt. Es enthält eine fixe Kombination aus Acetylsalicylsäure, Atorvastatin und Ramipril und ist in Deutschland das erste Präparat, das verschiedene Wirkungsprinzipien kombiniert zur Vorbeugung gegen kardiovaskuläre Ereignisse. Es soll bei Patienten, die viele Medikamente einnehmen müssen, die Therapietreue verbessern.

## Ähnliches Konzept
Ein ähnlicher Ansatz wird mit dem Konzept des Polymeals verfolgt. Hierbei handelt es sich um eine spezielle Diätform, die eine Verlängerung des Lebens um einige Jahre verspricht.